# WK-League 2014
Die WK-League 2014 war die sechste Spielzeit der südkoreanischen Fußballliga der Frauen unter diesem Namen.  Die reguläre Saison begann am 17. März 2014 und endete am 20. Oktober 2014 mit dem Finale. Titelverteidiger war Incheon Hyundai Steel Red Angels. Den diesjährigen Titel gewann bzw. verteidigte Incheon Hyundai Steel Red Angels wieder. Für das Halbfinale des Meisterschaftsturnieres qualifizierten sich Icheon Daekyo WFC und Seoul WFC. 

## Veränderungen zur Vorsaison
- Goyang Daekyo Noonnoppi WFC zog nach Icheon und nannte sich in Icheon Daekyo WFC um

## Teilnehmer und ihre Spielorte
| Team                             | Stadt    | Heimstadion                   |
| -------------------------------- | -------- | ----------------------------- |
| Busan Sangmu WFC                 | Busan    | Busan-Gudeok-Stadion          |
| Daejeon Sportstoto               | Daejeon  | Daejeon-Hanbat-Sports-Komplex |
| Hwacheon KSPO WFC                | Hwacheon | Hwacheon-Stadion              |
| Icheon Daekyo WFC                | Icheon   | Icheon-Stadion                |
| Incheon Hyundai Steel Red Angels | Incheon  | Namdong-Rugby-Stadion         |
| Seoul WFC                        | Seoul    | Hyochang-Stadion              |
| Suwon FMC WFC                    | Suwon    | Suwon-Stadion                 |

## Tabelle
| Pl. | Verein                               | Sp. | S  | U  | N  | Tore    | Diff. | Punkte |
| --- | ------------------------------------ | --- | -- | -- | -- | ------- | ----- | ------ |
| 1.  | Incheon Hyundai Steel Red Angels (M) | 24  | 16 | 5  | 3  | 049:140 | +35   | 53     |
| 2.  | Icheon Daekyo WFC                    | 24  | 12 | 10 | 2  | 034:200 | +14   | 46     |
| 3.  | Seoul WFC                            | 24  | 10 | 6  | 8  | 029:290 | ±0    | 36     |
| 4.  | Daejeon Sportstoto                   | 24  | 8  | 8  | 8  | 032:310 | +1    | 32     |
| 5.  | Suwon FMC WFC                        | 24  | 8  | 5  | 11 | 020:310 | −11   | 29     |
| 6.  | Busan Sangmu WFC                     | 24  | 4  | 6  | 14 | 023:450 | −22   | 18     |
| 7.  | Hwacheon KSPO WFC                    | 24  | 4  | 4  | 16 | 026:430 | −17   | 16     |

| (M) | Amtierender Meister: Incheon Hyundai Steel Red Angels |

## Meisterschaftsturnier
Im Meisterschaftsturnier spielten im Halbfinale der Zweitplatzierte gegen den Drittplatzierten. Der Gewinner dieses Spieles qualifizierte sich für das Finale des Meisterschaftsturnieres. Das Finale wurde mit Hin- und Rückspiel ausgetragen. Der Gewinner der beiden Spiele wurde WK-League 2014 Meister. Die Auswärtstorregelung galt hier nicht. 
Halbfinale
|                   | Ergebnis |           |
| ----------------- | -------- | --------- |
| Icheon Daekyo WFC | 1:0      | Seoul WFC |

Finale
|                                  | Gesamt |                   | Hinspiel | Rückspiel |
| -------------------------------- | ------ | ----------------- | -------- | --------- |
| Incheon Hyundai Steel Red Angels | 1:0    | Icheon Daekyo WFC | 1:0      | 0:0       |